# متچم کامن

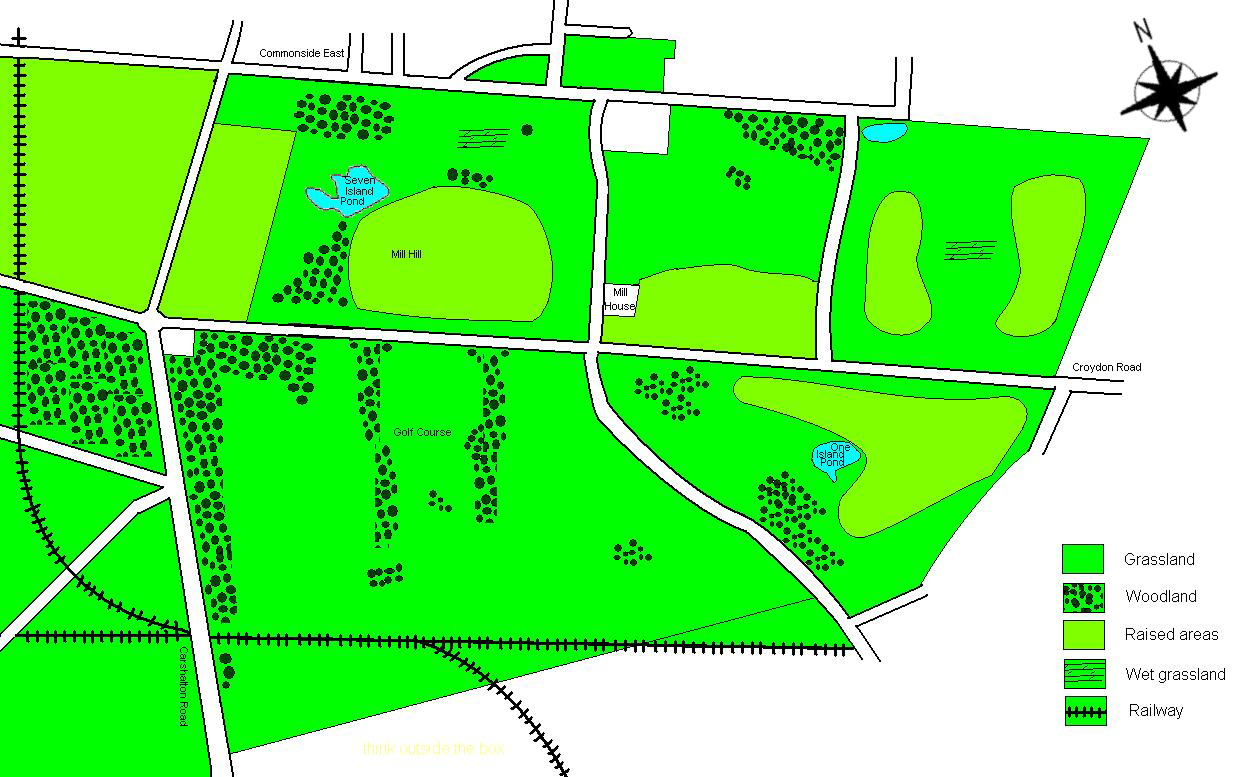
نقشه متچم کامن

متچم کامن (انگلیسی: Mitcham Common) یک پارک و سرزمین عمومی در لندن جنوبی، انگلستان است.
این پارک که در منطقه مرتون لندن قرار دارد دارای ۱۸۲ هکتار وسعت می‌باشد.

## نگارخانه

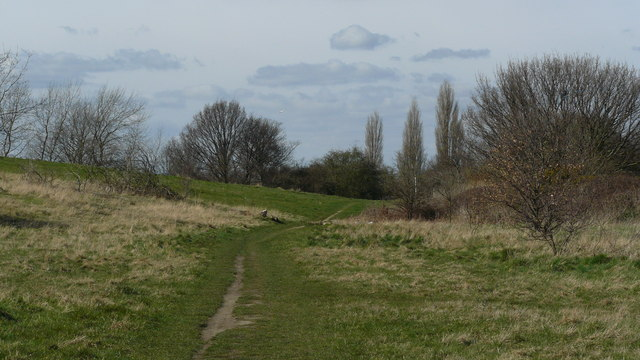
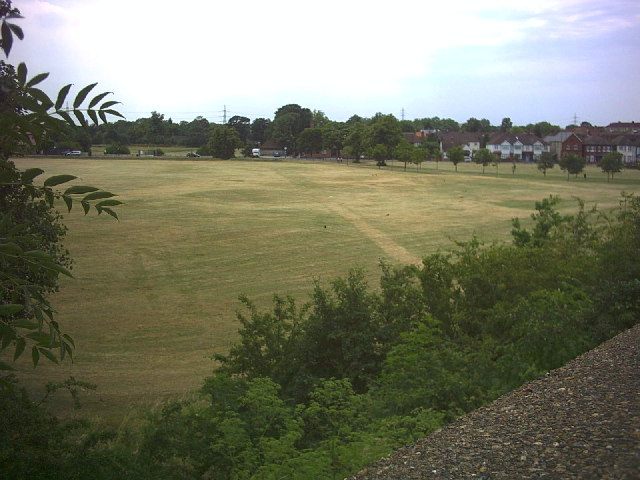
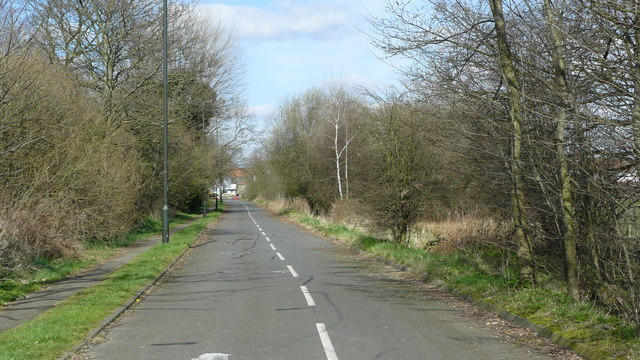
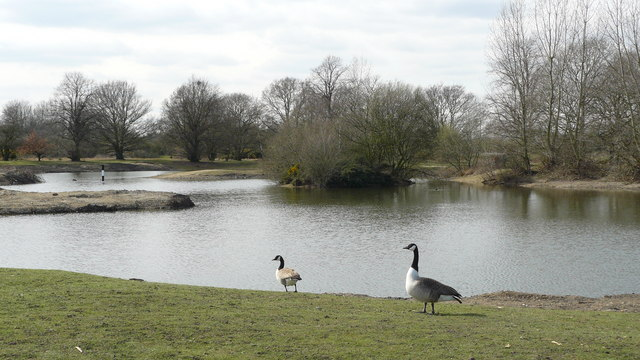
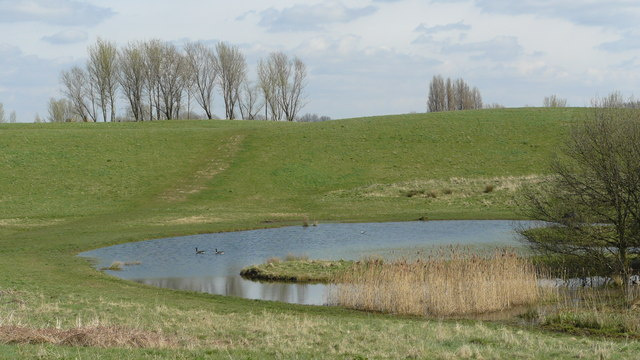
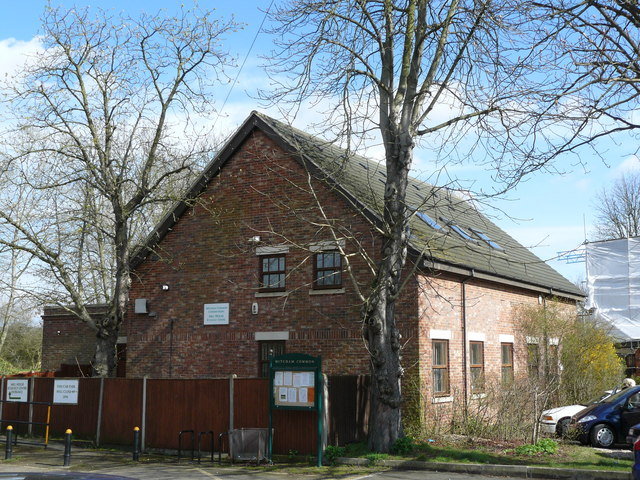